# 修士（薬学）
修士（薬学）（しゅうし やくがく）は、かつての修士の学位の一つ。薬学に関する専攻分野を修めることによって、日本で授与される学位であった。

## 概要
1991年（平成3年）6月30日以前の日本では、「薬学修士」という修士の学位が授与されていた。しかし、1991年（平成3年）7月1日以降は、「修士（薬学）」という修士の学位が授与されることになった。その後、薬剤師教育の六年制移行に伴い、大学院の薬学専攻の修士課程は2009年度を最後に募集停止した。その結果、現在では修士（薬学）を取得することは不可能である。2010年度より大学院薬学研究科薬科学専攻の修士課程を修了した者に授与される学位は、主として修士（薬科学）などである。
なお、同じく薬学系統の学位としては、修士（薬学）のほかに学士（薬学）、博士（薬学）がある。

## 沿革
従来では、四年制の薬学部を卒業した者が、大学院に進学した際に取得を目指す学位である。しかし、日本では2006年（平成18年）に薬学教育制度が大きく改正され、薬学部の修学年限が六年制の薬学科と四年制の薬科学科に分けられた。その結果、六年制の薬学科卒業生は標準修業年限が四年制の博士課程に進学し、四年制の薬科学科卒業生は標準修業年限が二年制の修士課程や博士前期課程に進学することとなった。
合わせて、改正薬剤師法の施行により、薬剤師国家試験の受験資格も六年制の薬学部を卒業するのが原則となった。なお、平成18年度から平成29年度までの間については、四年制の薬学科を卒業した上で薬学の修士課程を修了し一定の要件を満たした者にも、受験資格を認めることとされた。